# 刘国玺
刘国玺（1944年4月1日—2020年1月8日），一作刘国喜，祖籍云南，缅甸果敢地区政治人物，曾担任掸邦第一特区政府秘书长、临时行政管理委员会副主席、缅甸第一届联邦议会民族院议员等职。

## 生平
刘国玺于1944年4月1日（农历甲申年三月初九）出生于果敢慕泰乡棉花林村。:488他于1963年参加果敢自治军，在蘇文龍部的前鋒大隊擔任排長職務。1965年自治軍解散後被遣返歸鄉。1967年加入掸邦革命军第五旅，跟隨彭家聲一起前往中國雲南的勐堆，接受學習集訓，之後被編入彭家聲的緬共404部隊一支隊。1967年參與奪回果敢的戰鬥:488。1968年任班永龙塘区副区长，次年任江西南壮区区长。1973年至1979年间出任贵概县财政部主任。1979年担任缅甸共产党中央北方分局财政部副部长，当时他曾负责管理缅共东北军区设立的“51组”，该组织主管鸦片（特货），垄断了缅北果敢、贵概、勐古、棒赛等地的鸦片贸易。1984年，他升任财政部部长。
1989年3月11日，彭家声宣布脱离缅共，在果敢成立缅甸民族民主同盟军。劉國璽以核心小组成员、对外联络部负责人的身份參加了同盟軍的成立儀式。翌日，同盟軍派李忠祥、劉國璽、楊茂安、彭德仁做為代表，前往中緬邊境的南傘，向鎮康縣外事辦通報脫離緬共的情況。11月21日，同盟軍在楊龍寨開會，成立掸邦第一特區軍政委員會，彭家聲、彭家富、李忠祥、楊茂良、楊茂安、李尼門、楊忠衛、劉國璽、張德文、彭德仁、魏超仁、字三、趙其元、岩恩、李忠仁、白所成、王國政、楊忠錫、李春榮、魯光賢、明振輝21人被選舉為委員。劉國璽也被任命為軍政委員會總指揮部經濟計劃委員會委員，同時是該組織下屬建設部的負責人:293-295。1992年果敢内战后，杨茂良成功夺权，彭家声被迫离开果敢。刘国玺仍留在果敢，於1993年3月8日被任命為第一特區軍事委員會委員、特區政府辦公廳主任:293-295。1993年至2007年出任《缅甸联邦宪法》制宪大会特区代表。1996年1月1日彭家声重新掌权后，劉國璽任第一特區行政管理委員會委員，兼辦公廳秘書長職務:293-295。
2009年同盟军与缅甸联邦政府爆发冲突。8月11日，所任特区管理委员会委员、政府秘书长等職務被停止:488。8月24日，白所成、魏超仁、劉國璽、明學昌等人發動兵變奪權，宣佈同緬甸政府合作並放棄抵抗:453-456。25日，撣邦第一特區臨時管理委員會成立，以白所成為主席，張德文、李忠祥、楊忠衛、劉國璽為副主席，魏超仁、魏懷仁（魏三）、王國政、字三、楊子軍、明學昌為委員:313-314。彭家聲、彭家富、彭德禮等人則流亡佤邦避難:453-456。11月22日臨管會改組時增設常務委員會，由白所成、李忠祥、魏超仁、張德文、劉國璽為常委，撤銷楊子軍委員資格，其餘委員留任，另增補李國忠、楊小建、劉正祥為委員。劉國璽兼任委員會秘書長職務，同時分管城鎮建設、經濟管理及聯邦議會工作:313-314。
2010年11月，他在缅甸议会选举中当选缅甸联邦共和国第一届联邦议会民族院议员。
2020年1月8日，刘国玺在果敢老街家中去世，终年76岁。

## 家族
刘国玺祖籍云南，家族入滇开基始祖刘正于明末清初从江西吉安落籍云南顺宁松山。其九代孙刘双寿从云南迁居果敢慕泰棉花林。刘国玺是刘正第十一代孙，曾任缅甸刘氏宗亲会长。
刘国玺家族在果敢专营矿产，并经营赌场，是2009年彭家声离开之后果敢的四大家族之一。貝蒂爾·林特納指控稱，劉國璽是一個毒梟，在果敢經營海洛因多年。刘国玺育有三子一女，分别名为刘德寿、刘德超、刘德宏、刘汉珠，其中刘德宏曾任缅甸联邦议会人民院议员。